# Lligament rotular
El lligament rotular, també anomenat tendó rotular, tendó patel·lar, lligament patel·lar o ligamentum patellae, és la continuació del tendó del quàdriceps femoral per sota de la ròtula. S'insereix d'una banda en la ròtula i per un altre en la tíbia, concretament en la tuberositat tibial, per tant té la particularitat que uneix dues estructures òssies. És un cordó fibrós d'uns 6 mm d'espessor, 30 mm d'ample i 43 mm de llarg.
El lligament rotular juntament amb el tendó del quàdriceps participen en el moviment del genoll i fan possible l'extensió de la cama quan es contreu el múscul quàdriceps.
Les principals malalties que li afecten són la tendinitis i el trencament del lligament rotular que pot ser total o parcial.